# Harreluobbalah
Harreluobbalah är en sjö i Kiruna kommun i Lappland och ingår i Torneälvens huvudavrinningsområde. Sjön har en area på 0,082 kvadratkilometer och ligger 626,1 meter över havet. Sjön avvattnas av vattendraget Årjapälsåtsanjåkkå.

## Delavrinningsområde
Harreluobbalah ingår i det delavrinningsområde (761989-169824) som SMHI kallar för Mynnar i Harrejåkkå. Medelhöjden är 703 meter över havet och ytan är 13,55 kvadratkilometer. Det finns ett avrinningsområde uppströms, och räknas det in blir den ackumulerade arean 19,07 kvadratkilometer. Årjapälsåtsanjåkkå som avvattnar avrinningsområdet har biflödesordning 4, vilket innebär att vattnet flödar genom totalt 4 vattendrag innan det når havet efter 483 kilometer. Avrinningsområdet består mestadels av kalfjäll (93 procent). Avrinningsområdet har 0,15 kvadratkilometer vattenytor vilket ger det en sjöprocent på 1,1 procent.